# Berte Fischer-Hansen
Berte Fischer-Hansen (født 20. august 1965) er Instruktør, manuskript forfatter og skuespiller.

## Filmografi
- Stjerner uden hjerner (1997)

### Tv-serier
- Hvide løgne (1998-2001)
- Rejseholdet (2000-2003)
- Krøniken (2003-2006)
- 2900 Happiness (2007-2009)